# Vicent Barrera Carapuig
Vicent Barrera Carapuig (Ulldecona, Montsià, 10 de març de 1907 — Ulldecona, Montsià, 1 de febrer de 1981) va ser un escultor i tallista autodidacta.
Estudià a l’Escola d'Arts i Oficis de Barcelona l'any 1920. Principalment treballà com a escultor de làpides, però també per a una empresa romana d'estàues per a jardins i cementiris. [1]
L'any 1936, durant la guerra civil, la imatge de la Verge de la Pietat d'Ulldecona, fou cremada, i Vicent Barrera Carapuig realitzà la que actualment es venera. Una imatge prèvia realitzada pel mateix escultor es conserva a casa la seua filla.
L'any 1950 emigrà a Buenos Aires amb la seua família, a bord del Provence. Allí realitzà un bust per a Perón per a la Casa Rosada. L'escultor i la seua família retornaren a la seua vila natal, Ulldecona, l'any 1964. Ho van fer a bord del Cabo San Roque de la companyia Ybarra y Cía. [2]
L'any 1971 va esculpir el Sagrat Cor de la façana de l'església de Montroig del Camp.